# Towards the Skullthrone of Satan
Albums de Enthroned
Prophecies of Pagan Fire
(1996) The Apocalypse Manifesto
(1999)
Towards the Skullthrone of Satan est le deuxième album studio du groupe de Black metal belge Enthroned. L'album est sorti en 1997 sous le label Osmose Productions.

## Musiciens
- Lord Sabathan – Chant, Basse
- Nebiros – Guitare
- Nornagest – Guitare
- Da Cardoen – Batterie

## Liste des morceaux
1. Satan's Realm - 2:04
2. The Ultimate Horde Fights - 4:46
3. Ha Shaitan - 4:46
4. Evil Church - 4:39
5. The Antichrist Summons the Black Flame - 3:54
6. The Forest of Nathrath - 4:28
7. Dusk of Forgotten Darkness - 5:15
8. Throne to Purgatory - 3:40
9. When Horny Flames Begin to Rise - 5:03
10. Hertogenwald - 5:32
11. Final Armageddon - 0:59